# Bad Girls (album)
Bad Girls is het zevende studioalbum van de Amerikaanse zangeres Donna Summer. Het album werd op 25 april 1979 uitgebracht en bereikte in de Amerikaanse albumhitlijst de eerste positie. Het album Bad Girls werd ruim vier miljoen keer verkocht in Amerika. Wereldwijde verkoopcijfers zijn niet bekend maar het is het best verkochte album uit de carrière van Donna Summer.
Bij de Grammy Awards van 1980 werd Bad Girls genomineerd voor Album van het Jaar en "Hot Stuff" won Beste Vrouwelijke Rock Vocal Performance. Bovendien werd "Bad Girls" genomineerd voor Best Female Pop Vocal Performance en Best Female R&B Vocal Performance en werd "Dim All the Lights" genomineerd voor Best Disco Recording.

## Nummers
| Nr. | Titel                               | Schrijver(s)                                                              | Duur |
| --- | ----------------------------------- | ------------------------------------------------------------------------- | ---- |
| 1.  | Hot Stuff                           | Pete Bellotte, Harold Faltermeyer, Keith Forsey                           | 5:14 |
| 2.  | Bad Girls                           | Donna Summer, Joe Esposito, Eddie Hokenson, Bruce Sudano                  | 4:55 |
| 3.  | Love Will Always Find You           | Pete Bellotte, Giorgio Moroder                                            | 3:59 |
| 4.  | Walk Away                           | Pete Bellotte, Harold Faltermeyer                                         | 4:29 |
| 5.  | Dim All the Lights                  | Donna Summer                                                              | 4:40 |
| 6.  | Journey to the Center of Your Heart | Pete Bellotte, Giorgio Moroder                                            | 4:36 |
| 7.  | One Night in a Lifetime             | Pete Bellotte, Harold Faltermeyer                                         | 4:12 |
| 8.  | Can't Get to Sleep At Night         | Bob Conti, Bruce Sudano                                                   | 4:42 |
| 9.  | On My Honor                         | Donna Summer, Harold Faltermeyer, Bruce Sudano                            | 3:32 |
| 10. | There Will Always Be a You          | Donna Summer                                                              | 5:07 |
| 11. | All Through the Night               | Donna Summer, Bruce Roberts                                               | 6:06 |
| 12. | My Baby Understands                 | Donna Summer                                                              | 3:58 |
| 13. | Our Love                            | Donna Summer, Giorgio Moroder                                             | 4:52 |
| 14. | Lucky                               | Donna Summer, Giorgio Moroder, Joe Esposito, Eddie Hokenson, Bruce Sudano | 4:37 |
| 15. | Sunset People                       | Pete Bellotte, Harold Faltermeyer, Keith Forsey                           | 6:27 |